# Cathal mac Muirgiusso
Cathal mac Muirgiusso (mort en 839) est un roi de roi de Connacht issu des Uí Briúin Aí une branche Connachta. Il est le fils aîné de Muirgius mac Tommaltaig (mort en 815), un précédent souverain, Il est issu du sept
Síl Muiredaig des Uí Briúin et règne de 833 à 839 comme successeur de son oncle Diarmait mac Tommaltaig.

## Règne
Son règne correspond à une recrudescence de l'activité des scandinaves dans la région et 836 les Vikings dévastent tout le domaine des Connachta du Shannon à la côte occidentale. En 838 le frère de Cathal, Máel Dúin, est tué lors d'un combat contre les envahisseurs. En 837 Le puissant roi de Munster, Feidlimid mac Crimthain, ravage le territoire des Uí Maine et envahit le Connacht. Cependant Cathal réussit à repousser l'invasion dans le Mag nAi une plein du centre du comté de Roscommon.
L'hérédité virtuelle de la dévolution du royaume que son père avait établi est rompus à sa mort car il a comme successeur Murchad mac Áedo du Sil Cathail. Elle sera définitivement restaurée lorsque son neveu Conchobar mac Taidg Mór accédera au trône en 848.

## Sources
- (en) Francis John Byrne, Irish Kings and High-Kings, Londres, Batsford, 1973 (ISBN 0-7134-5882-8)
- (en) T.W Moody, F.X. Martin, F.J. Byrne A New History of Ireland IX Maps, Genealogies, Lists. A companion to Irish History part II . Oxford University Press réédition 2011  (ISBN 9780199593064) Kings of Connacht to 1224 p. 138.
- (en) Donnchadh Ó Corráin, Ireland Before the Normans, Dublin, 1972, Gill and Macmillan